# Marc Brandenburg

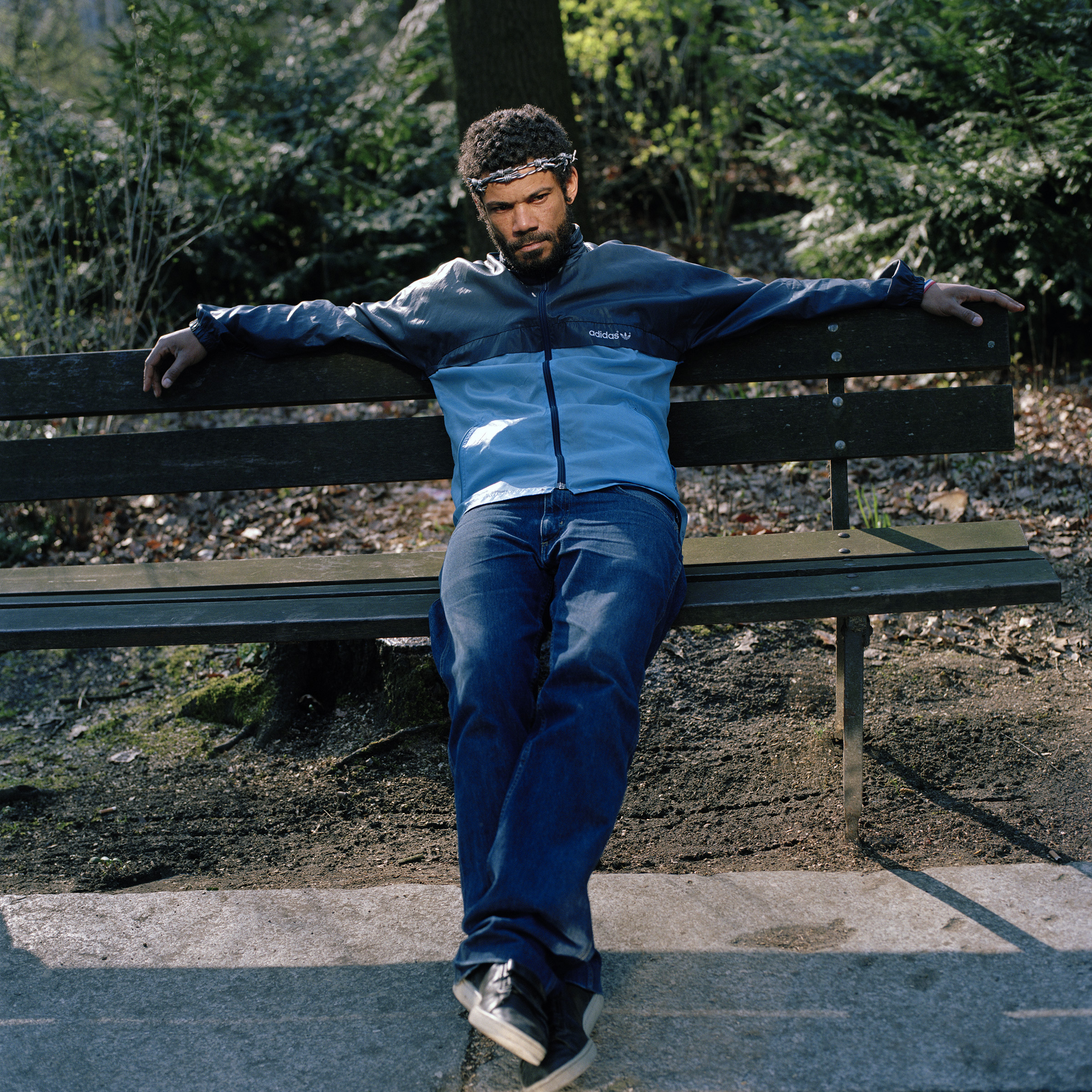
Marc Brandenburg fotografiert von Oliver Mark (Berlin 2007)

Marc Brandenburg (* 18. Juli 1965 in Berlin) ist ein deutscher Künstler.

## Leben
Marc Brandenburg wurde 1965 als Sohn einer Deutschen und eines afro-amerikanischen GIs geboren. 1968 ging er mit seiner Familie in die USA und kehrte 1977 nach West-Berlin zurück, wo er bereits früh mit der Punkszene in Berührung kam. Von 1983 bis 1988 arbeitete er als Türsteher in der Berliner Diskothek Dschungel, in der er bereits seit den späten 1970ern verkehrte. Brandenburg, der von seiner Mutter nach dem ehemaligen Chefdesigner von Dior, Marc Bohan, benannt wurde, begann selbst 1984 autodidaktisch als Modedesigner zu arbeiten und kollaborierte immer wieder mit anderen Designern, so mit Claudia Skoda, PLEZ und Tabea Blumenschein. Seine Entwürfe zeigte er 1984 gemeinsam mit Claudia Skoda im Londoner Club Heaven und 1987 im New Yorker Tunnel. 1988 trat er als Performer mit Die Tödliche Doris in Ost-Berlin auf.
Mode sollte auch später Bestandteil seiner künstlerischen Arbeit bleiben. So zeigte er 1993 als Reaktion auf die rassistischen Ausschreitungen in Rostock-Lichtenhagen in seiner ersten institutionellen Einzelausstellung Oceans of Violence (mit Sabina Maria von der Linden) im Berliner Künstlerhaus Bethanien u. a. „Tarnpullover für Ausländer“ und eine Burberry-Tarnkappe. 2009 kollaborierte er für eine Kollektion mit dem Designer Bernhard Wilhelm, 2010 entwarf er Unterhemden für Schiesser, 2016 arbeitete er mit Bless an der Kollektion Daycation.
Marc Brandenburg lebt in Berlin und Barcelona.

## Werk

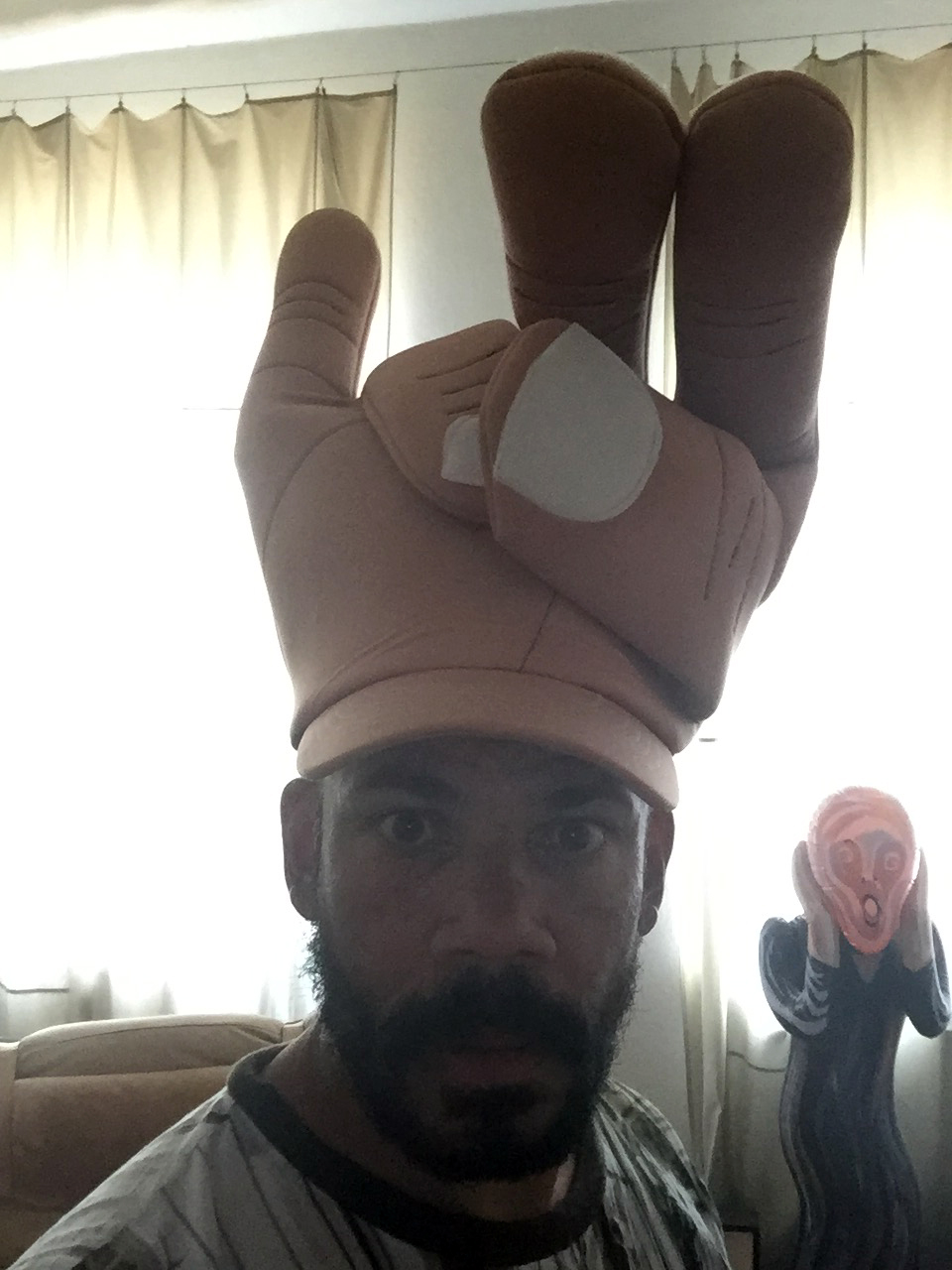
Marc Brandenburg (2018)

1992 begann Brandenburg damit, Menschen, Situationen und Interieurs in seiner Umgebung zu fotografieren und diese Fotos in jedem Format ohne Hilfsmittel mit dem Bleistift detailgetreu abzuzeichnen. Bereits in seinen frühen Ausstellungen kombinierte er diese Momentaufnahmen mit abgezeichneten Motiven aus Pornoheften, Modemagazinen, Werbeanzeigen oder von Verpackungen und Plastikspielzeug. 1994 erschien sein Bilderbuch-Picturebook, in dem er mit Zeichnungen einen fiktiven Tag in seinem Berliner Freundeskreis schildert. 1996 fing der Künstler, der sich wiederholt als „menschliche Kopiermaschine“ bezeichnete, damit an, seine Zeichnungen am Kopierer oder am Computer ins Negative zu verkehren und optisch zu verzerren, um den Ausdruck dann wieder abzuzeichnen. Seit Mitte der 1990er produzierte Brandenburg Serien von Zeichnungen, die er zu filmartigen Sequenzen aneinander reihte und in den Einzelzeichnungen filmische Effekte wie Zooms, Kameraschwenks, Unschärfe aufgriff.
Während zahlreiche inszenierte und performative Selbstporträts mit Maskierungen entstanden, die Brandenburg fotografierte und dann wieder abzeichnete, konzentrierte er sich in seinem Werk auf Rollen- und Körperbilder, Kostümierungen und Rituale, die aus der gesellschaftlichen Norm fallen. Brandenburgs Motive konnten dabei Rechtsextreme, Hooligans, kostümierte Globalisierungsgegner, Teilnehmer von Raves und Paraden, Obdachlose oder Exzentriker sein. Zentrale Themen für ihn sind „Überdruss, Exzess, Sucht, Überfluss“.
Seit Beginn seiner Laufbahn wurde Brandenburgs Werk immer wieder in Bezug zur Popkultur der 1960er- und 1980er-Jahre und der künstlerischen Praxis Andy Warhols gestellt oder aufgrund von Brandenburgs Homosexualität und seiner Hautfarbe in einem queeren, antirassistischen Kontext gelesen. Brandenburg selbst jedoch betonte, dass für ihn die formalen und konzeptionellen Aspekte der Zeichnung, die grundsätzliche Auseinandersetzung mit Repräsentation bedeutsamer sind, als die Motive selbst: „Diese Leere hinter den Abbildern, das durchscheinende Weiß ist wichtig.“
Seit seiner Einzelausstellung im MMK in Frankfurt am Main 2005, anlässlich der Verleihung des Karl-Ströher-Preises, installiert Brandenburg seine als Negativ gezeichneten Motive häufig in abgedunkelten Räumen unter UV-Licht, was den optischen Effekt eines Fotolabors hat. Er selbst bezeichnete dies als „Gegenstück zum White Cube“. 2002 begann er damit, seine Zeichnungen auf Sticker, Siebdrucke und temporäre Tattoos zu überführen, um daraus eigenständige Arbeiten entstehen zu lassen. So realisierte er 2009 für den Berliner Club Berghain eine permanente Siebdruckinstallation auf Glas und gestaltete dort für eine Gruppenausstellung 2014 einen Kiosk, an dem ein Tattoobogen mit Motiven aus dem Klub erhältlich war – etwa Architekturdetails aus dem Haus, benutzte Kondome oder auch der Kopf des Türstehers. In Ausstellungen wie Normex in der Städtischen Galerie Wolfsburg (2012) gestaltete Brandenburg ganze Räume mit Sticker-Folien, die er als Streifen die Wände entlanglaufen lässt oder als transparente Cluster auf Fensterscheiben arrangiert, sodass sich die Zeichnungen im Tageslicht in den Raum projizieren.

## Auszeichnungen und Preise
- 2002 Arbeitsstipendium der Stiftung Kunstfonds Bonn
- 2005 Karl-Ströher-Preis der Stadt Frankfurt, Senatsstipendium der Stadt Berlin, Artist in Residence, Villa Romana Florenz, IT
- 2016 Artist in Residence / Goethe-Institut, Wellington, New Zealand[16]

## Dauerhafte Installationen
- 2008 „UV/R“, Grill Royal, Berlin
- 2009 „Ohne Titel“, Berghain/Panorama Bar, Berlin

## Öffentliche Sammlungen
- Kupferstichkabinett Berlin
- Kupferstichkabinett Dresden
- Museum of Modern Art, New York
- Hamburger Kunsthalle
- Museum für Moderne Kunst, Frankfurt
- Museum der Moderne Salzburg
- The Studio Museum, New York
- Institut für Auslandsbeziehungen, Stuttgart
- Bundeskunstsammlung
- Bayerische Staatsoper
- Städtische Galerie Wolfsburg

## Ausstellungen (Auswahl)
- 1990 »Adieu«, Scheederbauer, Berlin
- 1992 »Punk and Circumstance along the Yellow Brick Road – Liebeskummer«, Galerie Martin Schmitz, Kassel
- 1993 »Marc Brandenburg & Attila Richard Lucas I«, PLUG IN, Winnipeg, CA; »Marc Brandenburg & Attila Richard Lucas II«, Gallery III, School of Art, University of Manitoba, Winnipeg, CA
- 1996 »The Dangling Conversation – from Electric Lane to Lavender Hill«, Morris Healy Gallery, New York, USA
- 1998 »Draw Stranger«, PLUG IN, Winnipeg, CA
- 2000 »White Rainbow«, Contemporary Fine Arts, Berlin; Paul Morris Gallery, New York; Neuer Berliner Kunstverein, Berlin; Kunstmuseum Wolfsburg
- 2002 Kunstraum Bonn, Bonn
- 2003 »Full Circle (Excerpts from Negrophobia)«, Kunstraum Innsbruck, Innsbruck
- 2004 Laura Mars Grp., Berlin; Kunstverein Frankfurt; Schwules Museum, Berlin; David Zwirner, New York
- 2006 »Tilt«, Gallery André Schlechtriem Temporary, New York
- 2010 »Bonkers«, Contemporary Fine Arts, Berlin; »Deutsch-Amerikanische Freundschaft«, Denver Art Museum, Denver; »Isolated Imagery«, Galerie Thaddaeus Ropac, Salzburg
- 2011 »Version«, OFF/SITE, New York; »Marc Brandenburg. Zeichnung«, Hamburger Kunsthalle, Hamburg
- 2012 »NORMEX«, Städtische Galerie Wolfsburg
- 2013 »Interior/Exterior«, Galerie Thaddaeus Ropac, Paris
- 2015 »Marc Brandenburg. Zeichnung I Skulptur I Performance«, Museen Stade, Stade
- 2017 »Alpha St«, Galerie Thaddaeus Ropac, Salzburg
- 2018 »Camouflage Pullover«, Kunstraum Potsdam, Potsdam
- 2019 Unlimited Art Basel, Basel
- 2020 »Snowflake«, Galerie Thaddaeus Ropac, Paris
- 2020 »Snowflake«, Galerie Thaddaeus Ropac, London
- 2021 »Hirnsturm II«, Palais Populaire, Berlin
- 2021 »Hirnsturm II«, Städel Museum, Frankfurt am Main

## Gruppenausstellungen (Auswahl)
- 1995 »Summer Exhibition 1995«, Paul Morris Gallery, New York 1995
- 1998 »Draw, Stranger«, PLUG IN, Winnipeg 1998
- 1999 »Loveolution«, XL Gallery, New York
- 2000 »ANP at s&h de Buck«, Gallery s&h de Buck, Gent, Belgien
- 2003 »Man in Middle«, Deutsche Bank, Eremitage, St. Petersburg, Russland
- 2003 »Lebenslänglich 14«, Laura Mars Group, Berlin
- 2004 »Seeds and Roots«, The Harlem Studio Museum, New York
- 2004 »Emotion Eins«, Frankfurter Kunstverein, Kraichtal, Frankfurt
- 2007 »Heimat als Utopie«, Goethe-Institut Tokio
- 2007 »Das achte Feld – Geschlechter, Leben und Begehren in der Kunst seit 1960«, Museum Ludwig, Köln
- 2008 »Just Different!«, Cobra Museum, Amstelveen
- 2009 »The End of the Line: Attitudes in Drawing«, MIMA Middlesbrough Institute of Modern Art, Bristol, Liverpool, Middlesbrough
- 2009 »Compass in Hand: Selections from The Judith Rothschild Foundation Contemporary Drawings Collection«, The Museum of Modern Art, New York
- 2010 »Wings. Der Flügel in der zeitgenössischen Kunst«, Galerie Thaddaeus Ropac, Salzburg
- 2010–2011 »Collected«, The Studio Museum in Harlem, New York
- 2011 »Kompass. Zeichnungen aus dem Museum of Modern Art (MoMA) New York«, Martin Gropius Bau, Berlin
- 2012 »16th Line«, Rostov am Don, Russland; »Tender Buttons«, Galerie September, Berlin
- 2013 »Portraitgalerie«, Bayerische Staatsoper, München; »Weltreise / Kunst aus Deutschland unterwegs, Werke aus dem Kunstbestand des ifa 1949 bis heute«, ZKM Museum für neue Kunst, Karlsruhe; »Forever Young. Über den Mythos der Jugend«, Kunsthalle Nürnberg; »Disaster / The End of Days«, Galerie Thaddaeus Ropac, Paris
- 2014 »10«, Berghain Berlin
- 2015 »Disegno – Zeichenkunst für das 21. Jahrhundert«, Staatliche Kunstsammlungen Dresden – Kupferstichkabinett Dresden; »Letztes Jahr in Marienbad«, Kunsthalle Bremen, Bremen
- 2016 »Letztes Jahr in Marienbad«, Galerie Rudolfinum, Prag, Tschechische Republik; »The O.P.E.N.- Singapore International Festival of the Arts«, Singapore; »Linie Line Linea – Contemporary Drawing«, Adam Art Gallery, Wellington, Neuseeland; »Zeichnungsräume«, Hamburger Kunsthalle, Hamburg; »Zeitgeist-Arte da nova Berlin«, CCBB / Goethe-Institut, Rio de Janeiro, Brasilien
- 2017 »German Encounters / Contemporary Masterworks from the Deutsche Bank collection«, Qatar Museums, Qatar
- 2017 »Paperfile #13 – oqbo«, Raum für Bild Wort Ton, Berlin
- 2018 »The world on paper«, Palais Populaire, Berlin
- 2018 »Black ist the new Black«, Gußglashalle Kreuzberg, Berlin
- 2018 »Erotica«, Erotica, Berlin
- 2020 »Figure up«, BcmA, Berlin
- 2020 »Maximal Radikal«, Brandenburgisches Landesmuseum für moderne Kunst, Frankfurt/Oder
- 2020 »Studio Berlin«, Berghain, Berlin
- 2020 »Remember September«, Zwinger Galerie, Berlin
- 2020 »Ihr«, Kunstraum Potsdam, Potsdam
- 2021 »Charta #2 identity and narration«, Frontviews, Berlin
- 2021 »Signature Piece«, Städtische Galerie Wolfsburg, Wolfsburg
- 2021 »Studio Berlin«, Berghain, Berlin
- 2022 »Modebilder-Kunstkleider«, Berlinische Galerie, Berlin